# Congobassinet
Congobassinet (fransk: Bassin du Congo) er  Congoflodens sedimentære bassin. Congobassinet ligger i Centralafrika, i en region kendt som det vestlige ækvatoriale Afrika. Congobassinet er nogle gange kendt som Congo. Det indeholder nogle af de største tropiske regnskove i verden og er en vigtig kilde til vand, der bruges i landbrug og energiproduktion.
Regnskoven i Congobassinet er den største regnskov i Afrika og næststørst i verden, efter Amazonas regnskov, med 300 millioner hektar (Amazonas er på 800 millioner hektar). På grund af sin størrelse og mangfoldighed er bassinets skov vigtig for at afbøde klimaændringer i sin rolle som kulstoflager. Skovrydning og nedbrydning af økologien som følge af klimaændringer kan dog øge presset på skovens økosystem, hvilket igen gør bassinets hydrologi mere variabel. En undersøgelse fra 2012 viste, at variationen i nedbør forårsaget af klimaændringer vil påvirke den økonomiske aktivitet i bassinet negativt.
Otte steder i Congobassinet er optaget på UNESCOs verdensarvsliste, hvoraf de fem også er på listen over verdensarv i fare (alle fem ligger i Den Demokratiske Republik Congo). Fjorten procent af den fugtige skov er udpeget som beskyttet natur.

## Beskrivelse
Congobassinet er et traditionelt navn for den ækvatoriale centrale del af Afrika, der ligger mellem Guineabugten og de store afrikanske søer. Bassinet begynder ved Congo-Nil vandskellet, i højlandet i det østafrikanske Rift-system med tilløb fra Chambeshi-, Uele- og Ubangi-flodernes øvre løb og Lualaba-flodens afvandende vådområder i midten. På grund af den unge alder og aktive hævning af den østafrikanske rift ved udspringene er flodens årlige sedimentbelastning meget stor. Det er stort set afgrænset af hvælvede områder, herunder Bie, Mayumbe, Adamlia, Nil-Congo vandskellet, østafrikanske og zambiske højlande.
Bassinet ender, hvor floden munder ud i Guineabugten ved Atlanterhavet. Bassinet er på i alt 3,7 millioner kvadratkilometer og her findes nogle af de største uforstyrrede områder af tropisk regnskov på planeten (kun overgået af Regnskoven i Amazonas), og store vådområder.
Lande helt eller delvist i Congo-regionen:
 
- Angola
- Gabon
- Burundi
- Cameroon
- Central African Republic
- Demokratiske Republik Congo
- Republikken Congo
- Tanzania
- Zambia

## Historie
De første indbyggere i Congobasin-området antages at være pygmæer, og på det tidspunkt holdt de tætte skove og det våde klima befolkningen i regionen på et lavt niveau, beskyttet  af jæger og samler-  samfundet, hvor rester af deres kultur overlever frem til i dag. Til sidst migrerede bantufolk dertil og grundlagde kongeriget Kongo.
Belgien, Frankrig og Portugal skabte i slutningen af det 19. århundrede  kolonial kontrol over hele regionen. Generalakten for Afrika der blev undertegnet ved Berlin-konferencen i 1885, gav en præcis definition af det "konventionelle bassin" i Congo, som omfattede selve bassinet plus nogle andre områder. Generalakten  forpligtede sine underskrivere til neutralitet inden for det konventionelle bassin, men det blev ikke respekteret under 1. verdenskrig.
World Resources Institute anslog i 2021, at der bor 80 millioner mennesker i og omkring Congo-bassinet.

## Klima
Congobassinet er en globalt vigtig klimaregion med en nedbør på mellem 1.500 og 2.000 mm om året. Det er et af tre hotspots med dyb konvektion (tordenvejr) i troperne, de to andre er over det maritime kontinent (Indonesien og Filippinerne) og Amazonas. Disse tre regioner driver sammen klimacirkulationen i troperne og videre. Congo-bassinet har den højeste lynnedslagsfrekvens på hele planeten.  Den høje nedbør understøtter den næststørste regnskov på Jorden, som er et globalt betydningsfuldt kulstoflager og en vigtig bestanddel af det globale kulstofkredsløb.
Temperaturerne i Congo-bassinet (normalt mellem 20 og 30 °C) er lavere end i de afrikanske ørkenområder mod nord (Sahara) og mod syd (Kalahari). Forskellene i temperatur mellem ørkenerne og Congo-bassinet er vigtige at drive vindsystemer kendt som afrikanske østlige jetstrøm, som påvirker klima og vejr i Sahel og det sydlige Afrika.
Fremtidige klimafremskrivninger tyder på at regionen vil blive varmere som reaktion på globale klimaændringer. Der er mere usikkerhed om, hvordan den gennemsnitlige nedbør i regionen vil ændre sig, idet de klimamodeller, der anvendes af FN's klimapanel (IPCC), er modstridende om kerneelementerne i nedbørsfordelingen i regionen. Den gennemsnitlige nedbørsændring er usikker, men det er sandsynligt, at ekstreme nedbørshændelser vil blive mere kraftigere på grund af stigningerne i vanddamp i atmosfæren.

## Flora og fauna
Skoven i Congobassinet er hjemsted for okapi, afrikansk skovelefant, dværgflodhest, bongo (antilope), chimpanse, bonobo og Congo-påfuglen. Dens top-rovdyr er leoparden, som her er større end deres modstykker på  savannen, på grund af manglende konkurrence fra andre store rovdyr. Bassinet er hjemsted for den truede vestlige lavlandsgorilla. I 2010 advarede FN's miljøprogram UNEP  om, at gorillaer kunne være udryddet fra  Congobassinet i løbet af 15 år.
- Vestlig lavlandsgorilla
- Afrikansk skovelefant

Congo-bassinet er den største skov i Afrika. Der findes mere end 10.000 plantearter  i og omkring skoven. De fugtige skove dækker et areal på 1,6 millioner km². Congo-bassinet er en vigtig kilde til afrikansk teak, der bruges til møbler og gulve. Det anslås, at 40 millioner mennesker er afhængige af disse skove og overlever af traditionelle erhverv.

## Økologi og beskyttelse
Globalt fungerer Congos skove som planetens anden lunge, modstykke til det hurtigt svindende Amazonas. De er et enormt kulstoflager, der fanger kulstof, der ellers kunne forblive kuldioxid. Congo-bassinet rummer omkring 8% af verdens skovbaserede kulstof. Hvis disse skove fældes, vil det kulstof, de lagrer, blive frigivet til atmosfæren. Forudsigelser for fremtidig uformindsket skovrydning anslår, at aktiviteter i DRC i 2050 vil frigive nogenlunde den samme mængde kuldioxid, som Storbritannien har udledt i de sidste 60 år. Britiske videnskabsmænd viste i en undersøgelse fra 2013, at skovrydningen i regnskoven i Congobasinet var ved at blive langsommere.  I 2021 steg skovrydningen af den congolesiske regnskov dog igen, nu med 5 %. I 2017 opdagede britiske videnskabsmænd, at tørveområder i vådområderne i Cuvette Centrale, som dækker i alt 145.500 kvadratkilometer, indeholder 30 milliarder tons kulstof svarende til 20 års udledning af fossile brændstoffer fra USA.
Global Forest Atlas anslår, at tømmerindustrien dækker fra 44 til 66 millioner hektar skov. En undersøgelse offentliggjort i 2019 i Nature Sustainability viste, at der blev bygget 86.900 km veje til skovkoncessioner  mellem 2003 og 2018, og nåede i alt 230.940 km. Der blev aftalt et moratorium for skovhugst i Congos skove, mellem Verdensbanken og Den Demokratiske Republik Congo, i maj 2002. Verdensbanken skulle yde 90 millioner dollars i udviklingsbistand til DRC, med den klausul, at regeringen ikke udstedte nogen nye koncessioner, der gav rettigheder til at udnytte skoven. Aftalen forbød også fornyelse af eksisterende koncessioner.

## Nationalparker
- Lobéké nationalpark
- Lomami nationalpark
- Nouabalé-Ndoki nationalpark
- Ntokou-Pikounda nationalpark
- Odzala-Kokoua nationalpark
- Salonga nationalpark
- Virunga nationalpark
- Garamba nationalpark
- Kundelungu nationalpark
- Kahuzi-Biega nationalpark
- Upemba nationalpark
- Maiko nationalpark